# Pietro Bucci
(Pietro Bucci)
Pietro Bucci (Napoli, 27 novembre 1932 – Roma, 10 settembre 1994) è stato un chimico italiano.
Grande innovatore dell'università italiana, diede una spinta propulsiva alla costruzione e all'internazionalizzazione dell'Università della Calabria, di cui fu rettore, ruolo che ricoprì anche nell'Università Campus Bio-Medico di Roma.

## Biografia
Pietro Bucci nacque a Napoli il 27 novembre 1932. Ottenuta nel 1950 la maturità classica, viene ammesso nello stesso anno a frequentare la Scuola normale superiore di Pisa in qualità di allievo interno. Si laurea in Chimica a Pisa col massimo dei voti nel 1956 e nello stesso anno è borsista del C.N.R. presso l'Istituto di Chimica Fisica della Facoltà di Scienze dell'Università di Pisa, ove svolgerà la sua attività sino al momento della nomina a Professore Straordinario. Diviene così Professore Incaricato di varie discipline nell'ambito del corso di Laurea in Chimica e precisamente Misure elettriche (per nove anni), Fisica sperimentale (per nove anni), Spettroscopia nelle Radio-frequenze (per quattro anni), Esercitazioni di Fisica (per quattro anni).
Ottiene la libera docenza in Spettroscopia Molecolare, ma ben presto torna in un concorso a cattedra di Chimica Fisica. divenendo professore Straordinario di Chimica Fisica presso la Facoltà di Scienze dell'Università di Napoli. Nel 1973 si trasferisce sulla Cattedra di Chimica Fisica presso la Facoltà di Scienze dell'Università della Calabria, cattedra che ha poi sempre continuato a ricoprire. Direttore del Dipartimento di Chimica negli anni accademici ne imposta l'attività, partendo da zero e giungendo a risultati apprezzabili, vista la considerevole e pregevole attività di ricerca che il Dipartimento di Chimica ha immediatamente attivato e sempre più sviluppato nel tempo.
Preside della Facoltà di Scienze dal novembre 1974 all'ottobre del 1978, cura, in particolare, la politica di reclutamento dei docenti sulla base del merito scientifico indiscusso e dell'impegno a lavorare per la costruzione dell'Ateneo Calabrese. Anche qui risultati tangibili non sono mancati, sia sul piano scientifico che su quello accademico, come dimostrano la imponente mole di pubblicazioni scientifiche su riviste internazionali e il successo nei concorsi di numerosi giovani saldamente attestati in Calabria. Nell'Ottobre 1978 viene eletto Rettore dell'Università, carica che ricopre sino al dicembre 1987.
L'inizio è estremamente difficile in quanto l'Ateneo Calabrese subisce in quel tempo una pesante ed ingiustificata campagna diffamatoria, orchestrata strumentalmente da un partito politico, che lo descrive come un covo di terroristi! Ciò nonostante il Professor Bucci, convinto che delle accuse e delle campagne diffamatorie si potesse far giustizia solo qualificando al massimo l'Università nel campo della Ricerca, si dedica allo stimolo e al sostegno di innumerevoli iniziative che portano l'ateneo calabrese al centro dell'attenzione nazionale ed internazionale, per la qualità dei risultati ottenuti in campo didattico e scientifico.
(On. Francesco Principe)
 Nel 1979, con il supporto sostanziale dell'onorevole Dario Antoniozzi, allora Ministro della Ricerca Scientifica, fonda il CRAI (Consorzio per la Ricerca e le Applicazioni dell'Informatica) primo Consorzio costituito con la legge 183 per il Mezzogiorno. Nel 1982 fonda la sezione calabrese della Società Chimica Italiana e ne assume la presidenza che tiene sino ai 1986. In questo periodo la Sezione si caratterizza tra le più attive d'Italia con un gran numero di iscritti che si impegnano direttamente in più di venti manifestazioni nella Regione. Nel 1984 fonda il CUD (Consorzio per l'Università a Distanza), operante sul territorio nazionale, con il determinante sostegno della senatrice Franca Falcucci, allora Ministro della Pubblica Istruzione. Viene eletto Presidente di detto Consorzio, carica che mantiene sino all'aprile '88, favorendo il primo esempio in Italia di sperimentazione di questo tipo di didattica universitaria.
Nel 1987 viene nominato in rappresentanza dell'Italia nel Comitato per il progetto ERASMUS, unitamente al dottor Amedeo Lauria, Dirigente Generale del Ministero della Pubblica Istruzione, in tal veste avvia una vasta e capillare opera di sensibilizzazione nelle Università (oltre venti convegni e seminari di carattere nazionale, interregionale e regionale più numerose visite di studio e l'organizzazione delle strutture centrali di supporto), che in breve tempo moltiplica di un fattore sei la partecipazione italiana (da 83 a circa 480 progetti).
Nel luglio 1989 fonda il TEBAID (Consorzio per le Tecnologie Biomediche Avanzate, Innovazione e Diagnostica), partecipato dalle università calabresi oltre che da diverse aziende ed Enti Pubblici. Nel 1993 diviene il primo rettore dell'Università Campus Bio-Medico di Roma.

## Personalità
(Pino Chidichimo)
Pietro Bucci era un uomo straordinariamente dotato: tutti coloro che lo hanno conosciuto non possono fare a meno di partire da questo presupposto. Al di là del suo curriculum, che vanta studi, approfondimenti scientifici, scoperte e riconoscimenti accademici, la sua pronta intelligenza delle persone e delle cose viene indicata da più testimoni.
(Prof. Lelj, Rettore dell'Università della Basilicata)

## Fondazione dell'Unical
(Prof. Pino Chidichimo)

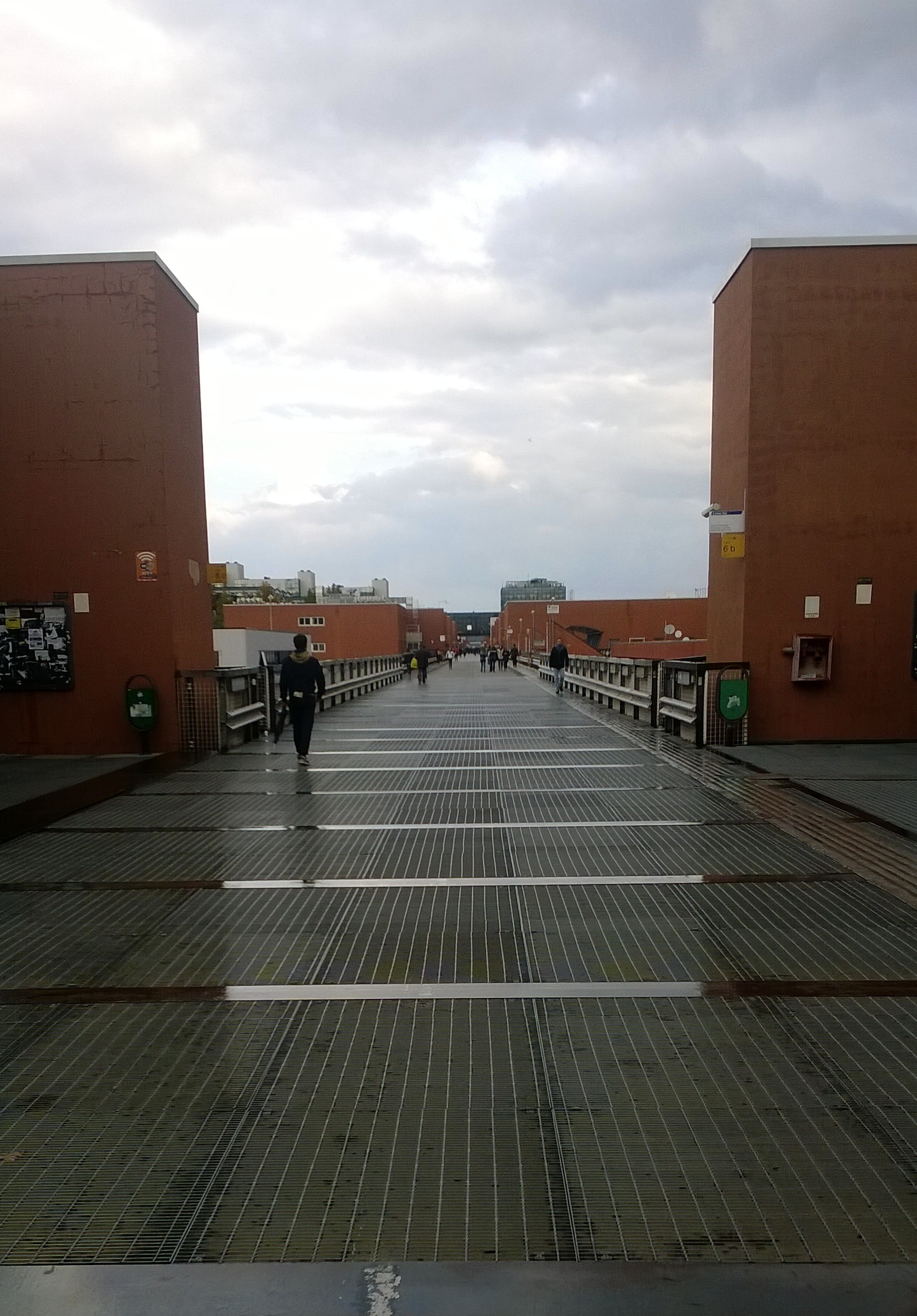
Ponte Pietro Bucci nell'Università della Calabria

Nel 1978-79, all'inizio del suo mandato l'Università della Calabria era soltanto costituita dal Polifunzionale più le Maisonette e tutte opere, edifici, costruiti - o la cui costruzione era iniziata - durante il rettorato di Beniamino Andreatta. C'era stato in quel periodo il concorso di idee internazionali sull'Università della Calabria e si era creato un progetto definito da alcuni faraonico, troppo ambizioso per le possibilità della Calabria, troppo ambizioso per le possibilità per quella che era allora la realtà dell'Università della Calabria. Ma Pietro, condividendo questa visione con il dottore Bonifati e partendo dal Dipartimento di Chimica, ma partendo anche dalla costruzione del ponte e senza avere alcuna certezza - anzi soltanto incertezze - di poter fare il resto e utilizzando in modo intelligente i fondi FIO (tra i primi fondi che la stessa Università riuscì ad ottenere, ed averne titolarità) si iniziò un'opera che oggi, col senno di poi, sembra un'opera che naturalmente andava costruita.” Con pochi fondi, con un'Università che aveva soltanto qualche migliaio di studenti, in mezzo allo scetticismo generale, Pietro Bucci ebbe il coraggio di iniziare questa impresa. Quella che oggi è l'Università della Calabria lo è grazie al fatto che si è creata l'infrastruttura. L'infrastruttura ha dato la possibilità alla stessa di crescere in termini di personale docente, di personale tecnico amministrativo, quindi di poter realizzare un'offerta didattica molto articolata, il che ha permesso anche di soddisfare una domanda crescente di alta formazione nella regione Calabria. Oggi possiamo enumerare con dei dati oggettivi, quelle che sono le realizzazioni dell'Università: oltre 300.000 m² coperti, 160 ettari di area già acquistata all'Università e 90 ettari in corso di acquisizione, 32.000 studenti, un corpo docente che sta per superare le 800 unità, realizzando un raddoppio nel giro degli ultimi 5 anni, una presenza significativa nella ricerca scientifica nazionale ed internazionale, centri di eccellenza realizzati in competizione con atenei molto più blasonati di quello calabrese e con una presenza e una storia molto più antica dell'Unical. Naturalmente anche ciò che è avvenuto dopo ha risentito moltissimo dell'impronta delle direttrici di marcia indicate da Bucci e questo ha consentito all'Università di avere sempre un programma da portare avanti. Naturalmente il messaggio e l'opera di Bucci non hanno coinciso soltanto con la realizzazione dell'Università, ma egli ha lasciato anche un altro messaggio, il messaggio della nuova dimensione dell'Università, della terza dimensione dell'Università, che egli intravedeva già negli anni '80. Oltre a didattica e ricerca la terza dimensione dell'Università è la sua proiezione nella società, per far sì che didattica avanzata, formazione avanzata e ricerca potessero divenire momento di sviluppo economico, strumento fondamentale per lo sviluppo economico e sociale del territorio nel quale l'Università insiste.”

## Funzioni svolte
- Coordinatore del Gruppo Nazionale Cristalli Liquidi;[15]
- Membro del Consiglio di Amministrazione della Fondazione “Genovesi”;[15]
- Presidente del Centro Studi “Fedele Palermo”;[15]
- Membro del Consiglio Pastorale della Diocesi di Cosenza;[15]
- Membro della Commissione Regionale di Cultura (Organo Consultivo della Conferenza Episcopale Calabrese);[15]
- Membro del Consiglio per la gestione degli affari economici del Seminario Diocesano dell'Archidiocesi di Cosenza;[15]
- Membro del Consiglio Scientifico dell'I.P.E.(Istituto per ricerche e attività educative, con Sede a Napoli);[16]
- Membro del Consiglio Scientifico dell'I.C.R.I.S. (Istituto Calabrese per la Ricerca, l'Innovazione e lo Sviluppo);[16]
- Presidente del Consiglio Scientifico della NEXO srl;[16]
- Membro della Giunta Esecutiva Provinciale della DC in qualità di responsabile del Settore Cultura e Scuola;[16]
- Segretario della Sezione d'ambiente della DC nell'Università della Calabria;[16]
- Capo della Delegazione Italiana del Comitato Europeo del Progetto ERASMUS;[16]
- Membro del Comitato Scientifico Europeo per la valutazione dei progetti di cooperazione interuniversitaria per la mobilità.[16]

## Attività scientifica
L'attività scientifica di Pietro Bucci, collocata nell'ambito delle problematiche e delle metodologie della Spettroscopia nelle Radio-frequenze, ha e ha avuto come caratteristica precipua quella di un lavoro schiettamente sperimentale, connesso sempre, però, ad una consistente razionalizzazione teorica. Il primo lavoro pubblicato riguarda la prima misura sperimentale con un metodo “assoluto” (viene misurata infatti la rotazione del piano di polarizzazione di una onda elettromagnetica che attraversa un campione posto in condizioni di risonanza) della Risonanza Paramagnetica Elettronica. Successivamente il Professor Bucci si è occupato intensamente di Risonanza Quadrupolare Nucleare, quale metodo particolarmente utile per ottenere informazioni sui legami chimici. Le misure sul fattore di asimmetria del gradiente di campo elettrico negli atomi di Cloro e Bromo legati in molecola, misure ottenute per effetto Zeeman in RQN, sono, a tutt'oggi, le più precise esistenti. Tramite tali misure è stato possibile separare e mettere in evidenza con un metodo diretto gli effetti induttivo e mesomerico che si verificano quando un alogeno si lega ad un sistema insaturo. Val la pena di sottolineare il fatto che le misure hanno comportato la progettazione e costruzione totale della strumentazione necessaria, ed un notevole sforzo per la elaborazione e la interpretazione dei dati tramite l'allora assai poco diffuso calcolatore elettronico che veniva programmato direttamente in linguaggio macchina. Il Professor Pietro Bucci si è poi interessato di Risonanza Magnetica Nucleare, sia come metodo di indagine per ottenere dati essenziali sulla struttura delle molecole in termini teorici e sperimentali, sia come fenomeno fisico particolarmente adatto per lo studio di transizioni a più fotoni. Val la pena anche qui di sottolineare sia la parte sperimentale di rilevamento delle transizioni a più fotoni, che ha richiesto la realizzazione di accessori progettati e costruiti ad hoc nonché la modifica dello strumento base, sia la parte teorica che impiegando metodi di seconda quantizzazione ha consentito di predire e successivamente misurare righe sfuggite sia alla analisi teorica che alle misure sperimentali di altri ricercatori. 
Infine il professor Bucci ha rivolto la sua attenzione, sempre mediante l'uso della Risonanza Magnetica Nucleare, alle proprietà dei cristalli liquidi, intesi in primo luogo come solventi anisotropi tramite i quali ottenere accurate informazioni sulla configurazione spaziale di molecole disciolte e successivamente, come sistemi di grande interesse sia teorico che applicativo.

## Elenco delle pubblicazioni scientifiche
1. Bucci P., Mozzini A. and Maestro M. - Magnetic resonance of 2.2-diphenil—I-picryl-hydrazyl. Arch.Sci. (Geneva) 10.Spec.No.. 148-51 (1957)[22]
2. Bucci P. and Viani R. - Pure nuclear quadrupole coupling constante in cloroquinones. Gazz.Chim.Ital. 89.1066-71 (1958)[22]
3. Scrocco E., Bucci P. and Maestro M. - The influence of substituent on the quadrupolar Constant of chiorine. J.Chim.Phys. 56.623-30 (1964)[22]
4. P. Bucci, P. Cecchi and E. Scrocco – Zeeman effect on the nuclear quadrupole resonance of chlorine compounds. Ric.Sci.Rend. Sez.A 4(2).129-140 (1964)[22]
5. P. Bucci, P. Cecchi and A. Colligiani – A spectrometer for the study of the Zeeman effect on the nuclear quadrupole resonance in the rage 100 to 400 Mhz. Ric.Sci. Rend. Sez.A.6 (1). 31-6 (1964)[22]
6. P. Bucci, P. Cecchi and A. Colligiani – Zeeman effect on nuclear quadrupole resonance in single crystals of Na bromate and p-dibromobenzene. J.Am.Chem.Soc. 87(14). 3263-4 (1965)[22]
7. P. Bucci and P. Cecchi – Analitical determination of the zero splitting cone, of the asymmetry parameter and its error in Zeeman effect measurements of the nuclear quadrupole resonance. Ric.Sci.Rend. Sez. A. 4(5). 543-8 (1964)[22]
8. P. Bucci, A. Colligiani and R.Meschia – Nuclear quadrupole resonance of Br and its Zeeman effect in some bromoanilines. 8011 .Sci.FacChimind. Bologna 23(4). 307-12 (1965)[22]
9. P. Pino, S. Santucci, E. Benedetti and P. Bucci – Synthesys of meso.racemic and (-)- (4R.6R)-2.4.6.8-tetramethylnonane. Iowmol.wt.mode Icompounds of isotactic and syndiotactic potypropylene. J.Am.Chem.Soc. 87(14). 3263-4 (1965)[22]
10. P. Pino, R. Rossi and P. Bucci- Synthesys od racemic erytro2.3-dimethyl-valeric acid and the max. values of specific totatory power of (2R.3S) and (2S.3S) Tetrahedron Lettera (28).3295-305 (1966)[23]
11. P. Bucci, P. Cecchi and A. Colligiani- Correlation among nuclear quadrupole resonance data in Br derivatives of benzene. Boil. 5cl. FacChim.Ind. Bologna 23(4). 313-20 (1965)[23]
12. P. Bucci, P. Cecchi and A. Colligiani – Zeeman effect of the nuclear quadrupole resonance of Cl in 3.5- and 2.6- dichloropyrine. J.Am.Chem.Soc. 87(13). 3027-8 (1965)[23]
13. P. Bucci, P. Cecchi, A. Colligiani and M. Landucci – Zeeman effect of nuclear quadrupole resonance of Br in a single crystal of 1.3.5.-tribromobenzene. Ric.5ciRend.Sez.A 8(5). 1144-8 (1965)[23]
14. P. Bucci, V. Berlini, Ceccarelli ad A. De Munno – Se77-Hl spin-spin coupling constante in PMR spectra of I.2.5-selenodiazole and its 3-methyl derivative. Chem.Phys.Letters I(I0).473-4 (1967)[23]
15. P. Bucci – Tentative interpretation of carboTi-13 and hydrogen-1 nuclear magnetic. Resonance chemicale shift in single ,ethyl and ethyl derivatives. J.Am.Chem.Soc.90 (2).252-3 (1968)[23]
16. P. Bucci, G. Ceccarelli and C.A. Veracini – Multiple quantum transitions in nuclear magnetic resonance of strongly coupled AA'BB' spin systems. J.Chem.Phys. 50 (4).1510-16 (1969)[23]
17. P. Bucci, G. Ceccarelli and C.A. Veracini - Multiple quantum transitions in NMR of p- cyanofluorobenzene. Chem.Phys.Letters 50 (1).530-8 (1969)[23]
18. P. Bucci, P. Cecchi and A.Colligiani – Zeeman effect of the nuclear quadrupole resonance of bromine-81 in para-bromo-phenol and of chlorine-35 in parachlorophenol.J.Chem.Phys. 50 (1). 530-4 (1969)[23]
19. R. Ambrosetti, P. Bucci, P.F. Cecchi and A. Colligiani – Anomalous electric field gradient on bromine in 2.4-dibromoaniline from NQR measurements. J.Chm.Phys. 51 (2). 852-3 (1969)[24]
20. P. Bucci, G. Lippi and B. Macchia – Configuration study of some 9-substitutes 3-oxabicycloC3-3-1 nonanes by nuclear magnetic resonance. J.Org.Chem.35 (4). 913-6 (19670)[24]
21. P. Bucci, M. Martinelli and S. Santucci – Response to doublè irradiation of a nuclear spin System: general treatment and new multiple quantum transitions. J.Chem. Phys.52 (12). 4524-31 (1970)[24]
22. P.Bucci, A.M. Serra, P. Cavaliere and S. Santucci – 5pintickling NMR spectra by second quantization formalism Chem.Phys. Letters 52(8). 4041-5 (1970)[24]
23. P. Bucci, P. Cavaliere and S. Santucci – NMR multiple quantum transitions by second quantization formalism J.Chem.Phys. 52 (12). 4632-8 (1970)[24]
24. P. Bucci, P.F. Franchini, A.M. Serra and C.A. Veracini – NMR spectrum of 3.3-bisisozazole in nematic phase. Chem.Phys.Letters 8(5). 421-4 (1971)[24]
25. P. Bucci, C.A. Veracini and M. Longeri – Conformationa studies of molecules partially oriented in the nematic phase: Furan 2.5-dialdehyde. Chem.Phys.Letters 15(3). 396-9 (1972)[24]
26. F. Chiarini, M. Martinelli, S. Santucci and P. Bucci – Doublè photon transitions in microwave spectroscopy.Phys.Rev.A 6(4).1300-6 (1972)[24]
27. C.A. Veracini, P. Bucci and P.L. Barili – NMR of substituted benzenes in the nematic phase: geometrie distortion in benzonitrile, paranitrobenzonitrile and paradinitrobenzene Mol.Phys. 23(1)'. 59-64 (1972)[24]
28. P. Bucci, M. Martinelli, S. Santucci and A.M. Serra – Magnetic doublè resonance of a System of two spin ½ nuclei. J.Magn.Res. 6(3). 281-90 (1972)[24]
29. P. Bucci and C.A. Veracini – Conformation studies of molecules partially oriented in the nematic phase: NMR spectra of 5.5-bisisoxazole.J.Chem.Phys.56(3). 1290-5 (1972)[25]
30. P. Bucci, P.A. Rolla and C.A. Veracini – Compensating device for parasitic beat signal in NMR doublé resonance experiments. Rev.Sci Instrum. 44(9). 1423-5 (1973)[25]
31. P. Bucci, M. Longeri, C.A. Veracini and L. Lunazzi – Nematic phase NMR investigations of rotational isomerism: Conformational preference and interconversion barrier of 2.2v-bithienyl J.Am.Chem.Soc. 96 (5). 1305-9 (1974)[25]
32. P. Bucci, G. Chidichimo, F. Lelj, M. Longeri and N. Russo – use of subspectra of Se-77 in the proton nuclear magnetic resonance spectroscopy of molecules partially oriented in a nematic mesophase: analysis of selenophene-2-carboxaldehyde.J.Chem.Soc.Perkin trans.2(2).109-11 (1979)[25]
33. V. Barone, P. Bucci, F. Lelj and N. Russo – An “ab initio” reinvestigation of the geometric and electronic structure of boron inoxide. Teochem 1 (1).29-35 (1981)[25]
34. G. Chidichimo, P. Bucci, F. Lelj and M. Longeri – Use of the “satellite” of the carbon-13 and teflunum-125 obtained in the NMR spectra of nematic liquid crystal mesophase. The complete structure of tellurophene. Mol.Phys.43(4).877-86 (1981)[25]
35. M. Longeri, G. Chidichimo and P. Bucci – Conformational studies by NMR in the nematic phase: benzylchloride. Org.Magn.Reson.22(6).408-10 (1984)[25]
36. P. Bucci, G. Chidichimo, A. Liguori, G. Menniti and N. Uccella – Proton NMR separation of epimeric mixtures by lanthanide shift reagent: analysis of some isoxazofidine derivatives. Org.Magn.Reson.22 (6) 399 (1984)[25]
37. D. Imbardelli, G. Chidichimo and P. Bucci - The dynamic of the CH3CN molecule in the isotropic phase and in a nematic solution. Liquid Crystals 7,895 (1990)[25]
38. D. Imbardelli, G. Chidichimo, M. Longeri, P. Bucci and A. Saupe – Molecular Dynamics Investigation by measurement of NMR linewidht of partially oriented molecules. J.Magn.Reson.90,514 (1990)[25]
39. P. Bucci and A. Golemme - The Electric field within a nematic droplet molecular orientation and dielectric properties.J.Chem.Phys.98(12) 10070 (1993)[25]